# Campagnac (Tarn)
Campagnac è un comune francese di 112 abitanti situato nel dipartimento del Tarn nella regione dell'Occitania.

## Società

### Evoluzione demografica
Abitanti censiti